# Fortune (Computerprogramm)
Das Computerprogramm Fortune ist traditionell auf Computern mit Unix oder Linux als Betriebssystem zu finden. Es existieren aber auch für Windows und MacOS entsprechende Programme.
Seine Funktion besteht darin, “fortune cookies” (englisch für „Glückskekse“) und andere humorvolle Aphorismen anzuzeigen. Beliebte Quellen für Aphorismen sind typische Netzkulturthemen wie Per Anhalter durch die Galaxis, Programmieren oder Hackertum.
Meist wird es automatisch beim Systemstart oder Einloggen gestartet. Man kann es aber auch manuell in einer Linux-Shell mit fortune aufrufen. Allerdings ist Fortune bei aktuellen Linux-Distributionen nicht immer in der Standardinstallation enthalten, so dass es ggf. erst über die Paketverwaltung installiert werden muss (in Debian und Ubuntu heißt das Paket des eigentlichen Fortune-Programms fortune-mod, zusätzlich gibt es diverse Pakete mit „Sprüchen“, die separat bzw. über Abhängigkeiten installiert werden). Die „Sprüche“ liegen als Textdateien im Verzeichnis /usr/share/games/fortunes (oder Unterverzeichnissen davon) und können dort auch manuell gelesen und bearbeitet werden. Aus Effizienzgründen gibt es zu jeder Textdatei zusätzlich eine .dat-Datei mit den Offsets der einzelnen „Sprüche“, die ggf. mit strfile Textdatei aktualisiert werden muss.